# Magno Minescoldo
Magno Minescoldo (em latim: Magnus Minnescoldus; em sueco: Magnus Måneskiöld), esposo de Ingrid Ylva, foi um homem muito influente na remota história sueca. Seus filhos também foram personagens importantes da história escandinava. Pertencia à Casa de Bialbo.

## Filhos
- Ésquilo, legífero da Gotalândia Ocidental no começo do século XIII. Foi casado com Cristina, a neta de Santo Érico e viúva de Haquino, o Louco.
- Carlos, bispo de Lincopinga. Morreu na Cruzada contra os estonianos na década de 1220.
- Bengt, que sucedeu Carlos na diocese de Lincopinga e morreu em 1237.
- Birger Jarl, jarl e posteriormente regente da Suécia.
- Elavo, avô de Pedro Filipsson.